# Scytodes kinzelbachi
Espèce
Scytodes kinzelbachi est une espèce d'araignées aranéomorphes de la famille des Scytodidae.

## Distribution
Cette espèce se rencontre en Jordanie et en Turquie.

## Description
Le mâle holotype mesure 4,8 mm.
La femelle décrite par Gasparo en 2003 mesure 5,0 mm.

## Publication originale
- Wunderlich, 1995 : Beschreibung der Speispinne Scytodes kinzelbachi n. sp. aus Jordanien (Arachnida: Araneae: Scytodidae). Beiträge zur Araneologie, vol. 4, p. 621-623.